# オバレン
オバレン (ovalene) は、化学式がC32H14の多環芳香族炭化水素。構造がコロネンとよく似ている。赤橙色の物質で、ベンゼン、トルエン、ジクロロメタンに溶ける。溶液に紫外光を当てると緑色の蛍光を発する。
オバレンは天然では深海の熱水噴出孔付近でその生成がみられる。工業的には石油精製の水素化分解で得られる。

## 推薦文献
- Fetzer, J. C. (2000). The Chemistry and Analysis of the Large Polycyclic Aromatic Hydrocarbons. New York: Wiley